# Isabela Navarrská
Isabela Navarrská (1512 – 1555) byla dcerou Jana III. Navarrského a Kateřiny Navarrské, sestry a dědičky Františka Phoebuse z Foix, krále Navarry. Její bratr se stal v roce 1517 králem Jindřichem II. Navarrským. Byl dědečkem Jindřicha III. Navarrského (Jindřicha IV. Francouzského).

## Potomci
Isabela se provdala za Reného I. z Rohanu, rohanského vikomta. Měli spolu pět dětí:
- Františka z Rohanu (1540–1591)
- Ludvík
- Jindřich I. z Rohanu
- Jan
- René II. z Rohanu (1550–1586)